# Xiqing
Xiqing är ett stadsdistrikt i storstadsområdet Tianjin i norra Kina.
Distriktet är indelat i fem stadsdelsdistrikt (jiedao) och sju köpingar (zhen). Därutöver finns tre zoner för industriell utveckling.
Stadsdelsdistrikt:
- Chilongbei (赤龙北街道)
- Chilongnan (赤龙南街道)
- Jinmenhu (津门湖街道)
- Liqizhuang (李七庄街道)
- Xiyingmen (西营门街道)

Köpingar:
- Dasi (大寺镇)
- Jingwu (精武镇)
- Wangwenzhuang (王稳庄镇)
- Xinkou (辛口镇)
- Yangliuqing (杨柳青镇)
- Zhangjiawo (张家窝镇)
- Zhongbei (中北镇)